# رمانتیک در منهتن
رمانتیک در منهتن (انگلیسی: Romance in Manhattan) یک فیلم به کارگردانی استیون رابرتس محصول سال ۱۹۳۵ بوده‌است. فرانسیس لدرر و جینجر راجرز از بازیگران این فیلم بوده‌اند.